# Ormosia hallahani
Ormosia hallahani là một loài ruồi trong họ Limoniidae. Chúng phân bố ở miền Tân bắc.